# ۸۰۷ (میلادی)
۸۰۷ (میلادی) هشتصد  و هفتمین سال تقویم میلادی است.

## درگذشتگان
‎